# Fernando Galetto
Fernando Edgar Galetto (Córdoba, 13 aprile 1971) è un ex calciatore argentino, di ruolo centrocampista.

## Carriera

### Club
Ha vinto il campionato nel 1995 con il San Lorenzo, prima di trasferirsi per tre anni in Grecia, nella sua unica parentesi al di fuori dell'Argentina.

### Nazionale
Ha disputato la sua unica partita per la Nazionale argentina nel 1995.

## Palmarès

### Trofei nazionali
- Campionato argentino: 1

San Lorenzo: 1994-95